# اولیویه بوآون
اولیویه بوآون (فرانسوی: Olivier Boivin‎؛ زادهٔ ۶ ژوئن ۱۹۶۵) قایقران کانو اهل فرانسه است.